# NATO Tiger Association

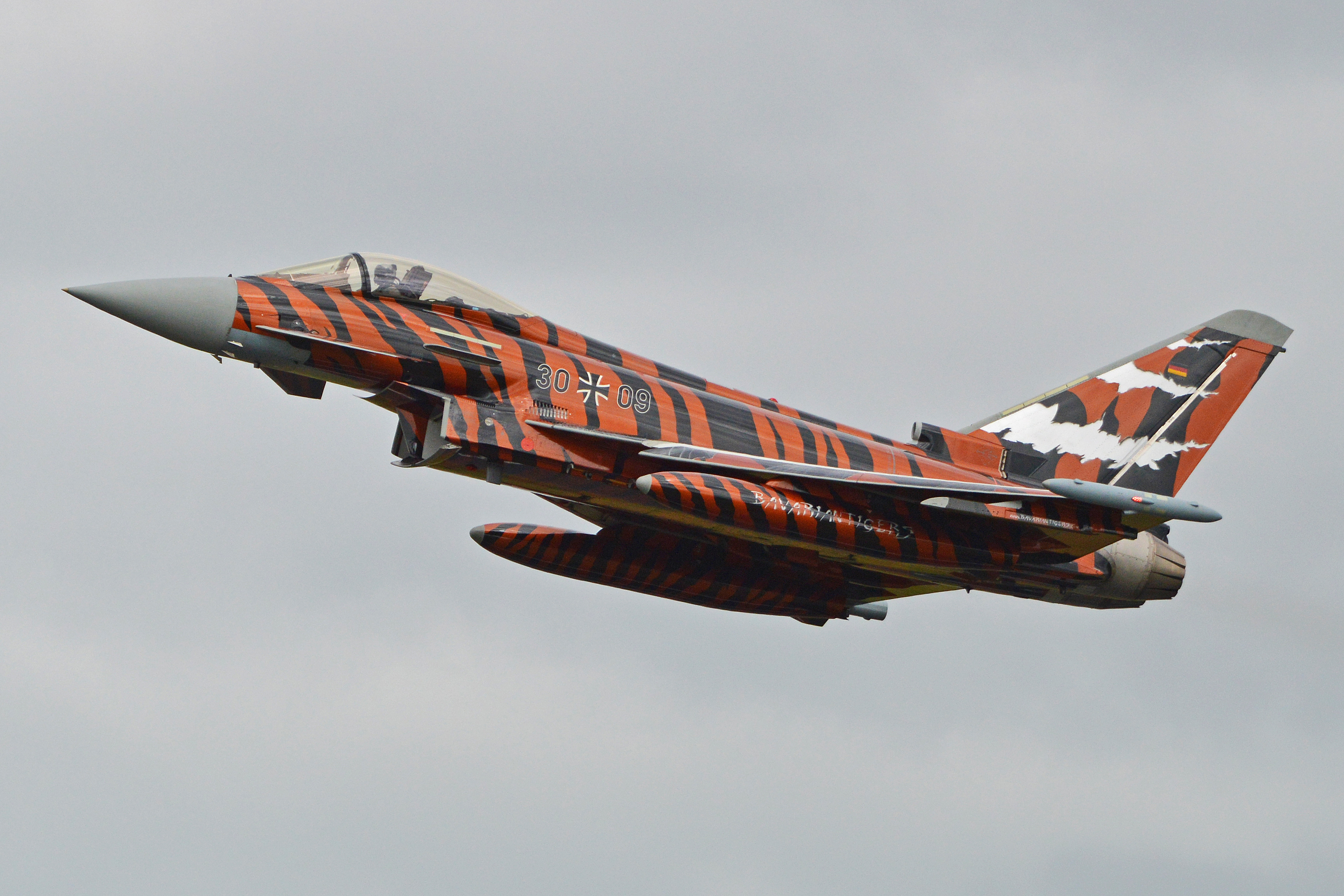
Un Eurofighter Typhoon tedesco del Taktisches Luftwaffengeschwader 74 al 'Tiger Meet' nel 2014.

La NATO Tiger Association o Association of Tiger Squadrons è una associazione aerea fondata nel 1961. Promossa dall'allora ministro della Difesa francese Pierre Messmer, il suo ruolo è quello di promuovere la solidarietà tra le forze aeree della NATO. Tuttavia, non fa parte della struttura formale della NATO.

## Storia
Il 79th Tactical Fighter Squadron (TFS) delle forze aeree degli Stati Uniti in Europa prese l'iniziativa e il 19 luglio 1961 invitò il 74º squadrone della RAF ed EC (squadrone caccia) 1/12 Cambresis dell'Armée de l'air francese alla base aerea di Woodbridge in Inghilterra. La Francia era allora un membro militare a pieno titolo della NATO.
A partire da maggio 2016, gli squadroni inclusi nell'Associazione sono 24 membri a pieno titolo, 10 membri onorari e 7 membri sciolti, tutti con una tigre come parte dello stemma dello squadrone. Oltre a rappresentare un'opportunità per le forze aeree della NATO di condividere idee ed esperienze, i "Tiger Meets" sono anche esercizi di pubbliche relazioni per la NATO. Gli aerei della NATO sono spesso dipinti a colori vivaci con strisce di tigre.

## Membri

Un Super Étendard della Flottille 11F della Marina francese durante un "Tiger Meet" nel 2007.

I seguenti 24 squadroni sono membri a pieno titolo dell'associazione:
- Luftstreitkräfte
  - 1 Jet Training Squadron
  - 2. Squadron/Fighter Wing
- Composante air - Luchtcomponent - Luftkomponente
  - 31 Smaldeel
- Vzdušné síly armády České republiky
  - 211. taktická letka
  - 221. vrtulníková letka
- Armée de l'Air
  - Escadron de Chasse et d'Expérimentation 1/30 'Cote d'Argent'
  - Escadron de Chasse 3/30 Lorraine
- Marine nationale
  - Flottille 11F
- Luftwaffe
  - Taktisches Luftwaffengeschwader 51 "Immelmann"
  - Taktisches Luftwaffengeschwader 74 "Bavarian Tigers"
- Polemikí Aeroporía
  - 335 Moíra "Tígreis"
- Magyar légierő
  - 59/1 Squadron
- Aeronautica Militare
  - 12º Gruppo caccia
  - 21º Gruppo
- NATO (NATO Airborne Early Warning Force)
  - Squadron 1
- Koninklijke Luchtmacht
  - 313 Squadron
- Kongelige Norske Luftforsvaret
  - 338 Skvadron
- Siły Powietrzne
  - 6 Squadron[2]
- Força Aérea Portuguesa
  - Esquadra 301
- Schweizer Luftwaffe - Forces aériennes suisses - Aviatica militara svizra
  - Fliegerstaffel 11
- Ejército del Aire
  - 142 Escuadrón
  - Ala 15
- Türk Hava Kuvvetleri
  - 192'nci Kaplan Filo
- Royal Air Force
  - No. 230 Squadron
- Royal Navy
  - 814 Naval Air Squadron

### Membri onorari
- Royal Canadian Air Force
  - 439 Combat Support Squadron
- Bhāratīya Vāyu Senā
  - No. 1 Squadron IAF
- Vzdušné sily Slovenskej republiky
  - 1 Lt (Bojova letka)
- United States Air Force
  - 37th Bomb Squadron
  - 79th Fighter Squadron
  - 120th Fighter Squadron
  - 391st Fighter Squadron
  - 393rd Bomb Squadron
- Air National Guard
  - 141st Air Refueling Squadron
- United States Navy
  - VP-8

### Membri passati

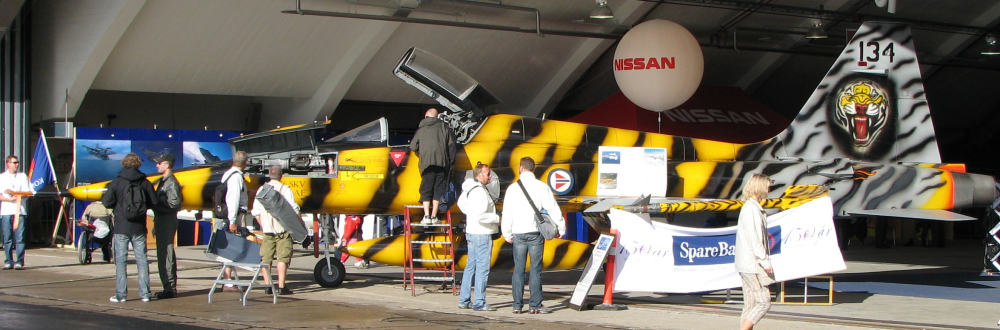
Un Northrop F-5 Freedom Fighter del 336 Skvadron norvegese durante un "Tiger Meet" nel 2007.

Membri della NATO Tiger Association fino al loro scioglimento da parte delle rispettive organizzazioni:
- Luftwaffe
  - Aufklärungsgeschwader 52
  - Jagdbombergeschwader 32[2]
  - Jagdbomberstaffel 431
- Armée de l'Air
  - Escadron de Chasse 1/12
  - Escadron de Chasse 1/7 "Provence"
- Kongelige Norske Luftforsvaret
  - 336 Skvadron
- Royal Air Force
  - No. 74 Squadron
- United States Air Force
  - 53rd Fighter Squadron

## Tiger Meets
L'aspetto più pubblicamente visibile della NATO Tiger Association sono gli annuali Tiger Meets, durante i quali gli squadroni membri si riuniscono per esercitazioni, conferenze e pubbliche relazioni.
| Evento                            | Date                     | Luogo               | Host          | Silver Tiger Trophy | Unità | Rif.   |
| --------------------------------- | ------------------------ | ------------------- | ------------- | ------------------- | ----- | ------ |
| 1961                              | 19-20 luglio             | RAF Woodbridge      | 79 TFS        |                     | 3     | [ 3 ]  |
| 1962                              | 22–25 agosto             | RAF Woodbridge      | 79 TFS        |                     | 8     | [ 4 ]  |
| 1963                              | 27–30 agosto             | Kleine Brogel       | 31 Smaldeel   |                     | 8     | [ 5 ]  |
| 1964                              | 9–15 giugno              | Cambrai             | EC 1/12       |                     | 8     | [ 6 ]  |
| 1965                              | 14–18 agosto             | Bitburg             | 53 TFS        |                     | 8     | [ 7 ]  |
| 1966                              | 5–9 luglio               | RAF Leuchars        | 74 (F) Sqn    |                     | 8     | [ 8 ]  |
| 1967                              | 29 maggio – 2 giugno     | Leck                | AG 52         |                     | 7     | [ 9 ]  |
| 1968                              | 16–20 agosto             | CAFB Lahr           | 439 TFS       |                     | 8     | [ 10 ] |
| 1969                              | 4–8 luglio               | RAF Woodbridge      | 79 TFS        |                     | 8     | [ 11 ] |
| 1970                              | 6–11 giugno              | Kleine Brogel       | 31 Smaldeel   |                     | 8     | [ 12 ] |
| 1971                              | 14–21 giugno             | RAF Upper Heyford   | JaboSt 431    |                     | 9     | [ 13 ] |
| 1972                              | 12-19 giugno             | Cambrai             | EC 1/12       |                     | 9     | [ 14 ] |
| 1973                              | 16–22 giugno             | Cameri              | 21º Gruppo    |                     | 10    | [ 15 ] |
| 1974                              | 25 giugno – 1 luglio     | Bitburg             | 53 TFS        |                     | 9     | [ 16 ] |
| 1975                              | 3–9 agosto               | Leck                | AG 52         |                     | 9     | [ 17 ] |
| 1976                              | 31 maggio – 4 giugno     | Baden-Soellingen    | 439 TFS       |                     | 9     | [ 18 ] |
| 1977                              | 22–28 giugno             | RAF Greenham Common | 79 TFS        | 439 TFS             | 11    | [ 19 ] |
| 1978                              | 19–26 giugno             | Kleine Brogel       | 31 Smaldeel   | 31 Smaldeel         | 13    | [ 20 ] |
| 1979                              | 18–25 giugno             | BA Cambrai          | EC 1/12       | 439 TFS             | 13    | [ 21 ] |
| 1980                              | 9–16 giugno              | Cameri              | 21º Gruppo    | Esq 301             | 14    | [ 22 ] |
| 1981                              | 12-15 giugno             | Bitburg             | 53 TFS        | 439 TFS             | 8     | [ 23 ] |
| 1982                              | 26–30 agosto             | Gütersloh           | 230 Sqn       | Fliegerstaffel 11   | 12    | [ 24 ] |
| 1983                              | 10-16 giugno             | Baden-Soellingen    | 439 TFS       | JaboSt 431          | 12    | [ 25 ] |
| 1984                              | 13–20 agosto             | Leck                | AG 52         | 31 Smaldeel         | 13    | [ 26 ] |
| 1985                              | 1–8 luglio               | Kleine Brogel       | 31 Smaldeel   | Esq 301             | 13    | [ 27 ] |
| 1986                              | 8–16 giugno              | Cambrai             | EC 1/12       | 53 TFS              | 18    | [ 28 ] |
| 1987                              | 23–30 giugno             | Montijo             | Esq 301       | JaboSt 431          | 18    | [ 29 ] |
| 1988                              | 5–12 luglio              | Cameri              | 21º Gruppo    | 74 (F) Sqn          | 14    | [ 30 ] |
| 1990                              | 12-17 agosto             | RAF Upper Heyford   | 79 TFS        | 79 TFS              | 13    | [ 31 ] |
| 1991                              | 17–21 luglio             | RAF Fairford        | RIAT          | 53 TFS              | 16    | [ 32 ] |
| 1992                              | 14–22 maggio             | Albacete            | 142 Esc       | EC 1/12             | 15    | [ 33 ] |
| 1993                              | 8–13 agosto              | Kleine Brogel       | 31 Smaldeel   | 79 TFS              | 10    | [ 34 ] |
| 1994                              | 3–10 maggio              | Cambrai             | EC 1/12       | 31 Smaldeel         | 19    | [ 35 ] |
| 1996                              | 21–29 maggio             | Beja                | Esq 301       | 31 Smaldeel         | 15    | [ 36 ] |
| 1997                              | 16–21 luglio             | RAF Fairford        | RIAT          | 31 Smaldeel         | 24    | [ 37 ] |
| 1998                              | 15–26 giugno             | Lechfeld            | JaboSt 321    | 21º Gruppo          | 18    | [ 38 ] |
| 2001                              | 18–24 giugno             | Kleine Brogel       | 31 Smaldeel   | EC 1/12             | 18    | [ 39 ] |
| 2002                              | 28 giugno – 9 luglio     | Beja                | Esq 301       | 221 LtBVr           | 19    | [ 40 ] |
| 2003                              | 2–8 giugno               | Cambrai             | EC 1/12       | 31 Smaldeel         | 13    | [ 41 ] |
| 2004                              | 30 agosto – 6 settembre  | Schleswig-Jagel     | TLG 51        | JaboSt 321          | 14    | [ 42 ] |
| 2005                              | 2–9 maggio               | Balikesir           | 192 Filo      | 230 Sqn             | 11    | [ 43 ] |
| 2006                              | 25 settembre – 2 ottobre | Albacete            | 142 Esc       | EC 1/12             | 13    | [ 44 ] |
| 2007                              | 23 settembre – 1 ottobre | Ørland              | 338 Skv       | 31 Smaldeel         | 18    | [ 45 ] |
| 2008                              | 22 – 29 giugno           | Landivisiau         | Flottille 11F | Fliegerstaffel 11   | 19    | [ 46 ] |
| 2009                              | 14–25 settembre          | Kleine Brogel       | 31 Smaldeel   | EC 1/12             | 18    | [ 47 ] |
| 2010                              | 4–15 ottobre             | Volkel              | 313 Sqn.      | 221 LtBVr           | 18    | [ 48 ] |
| 2011                              | 9–20 maggio              | Cambrai             | EC 1/12       | Esq 301             | 19    | [ 49 ] |
| 2012                              | 29 maggio – 8 giugno     | Ørland              | 338 Skv       | 31 Smaldeel         | 17    | [ 50 ] |
| 2013                              | 17–28 giugno             | Ørland              | 338 Skv       | TLG 51              | 19    | [ 51 ] |
| 2014                              | 16–27 giugno             | Schleswig-Jagel     | TLG 51        | Fliegerstaffel 11   | 16    | [ 52 ] |
| 2015                              | 4–16 maggio              | Konya               | 192 Filo      | 21º Gruppo          | 13    | [ 53 ] |
| 2016                              | 16–27 maggio             | Zaragoza            | Ala 15        | 31 Smaldeel         | 22    | [ 54 ] |
| 2017                              | 5–16 giugno              | Landivisiau         | Flottille 11F | 31 Smaldeel         | 20    | [ 55 ] |
| 2018                              | 14–25 maggio             | Poznań              | 6 ELT         | 313 Sqn.            | 22    | [ 56 ] |
| 2019                              | 13–24 maggio             | Mont-de-Marsan      | EC 3/30       | Esq 301             | 18    | [ 57 ] |
| 2021                              | 2–14 maggio              | Beja                | Esq 301       |                     | 7     | [ 58 ] |
| "XT-Roar-dinary Tiger Event" 2021 | 7–14 settembre           | Kleine Brogel       | 31 Smaldeel   |                     |       | [ 59 ] |
| 2021                              | 9–20 maggio              | Araxos              | 335 Moíra     | EC 3/30             | 10    | [ 60 ] |
| 2023                              | 2–13 ottobre             | Gioia Del Colle     | 12º Gruppo    | TaktLwG 74          | 18    |        |

## Galleria d'immagini

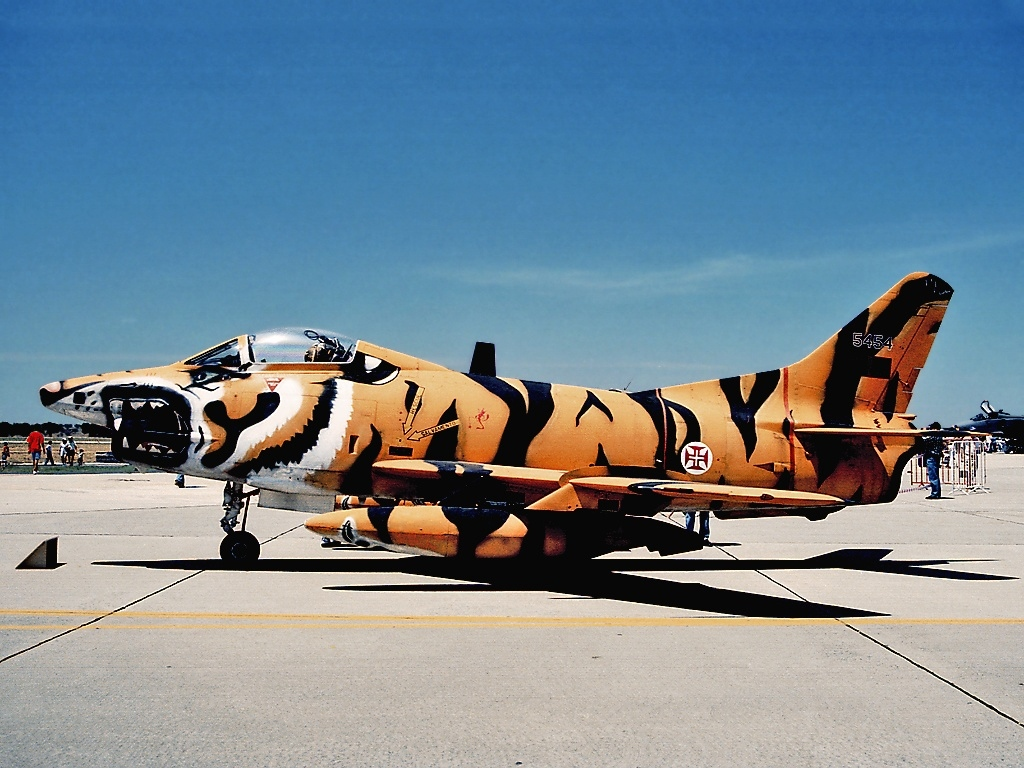
Un Fiat G-91R-3 portoghese dell'Esquadra 301 al Tiger Meet del 1996.
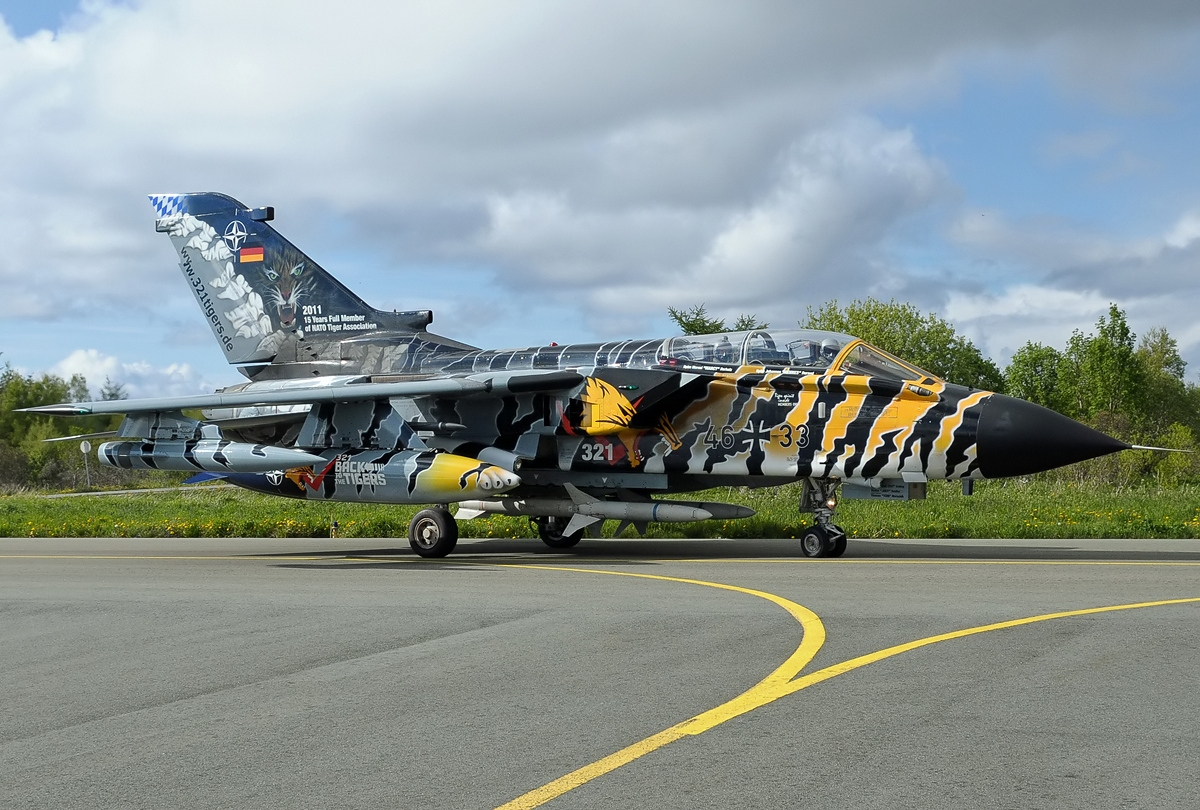
Un Panavia Tornado ECR tedesco in livrea speciale per i 50 anni della NATO Tiger Association al Tiger Meet del 2012.
Un Mil Mi-24 ceco del 221. vrtulníková letka al Tiger Meet del 2016.
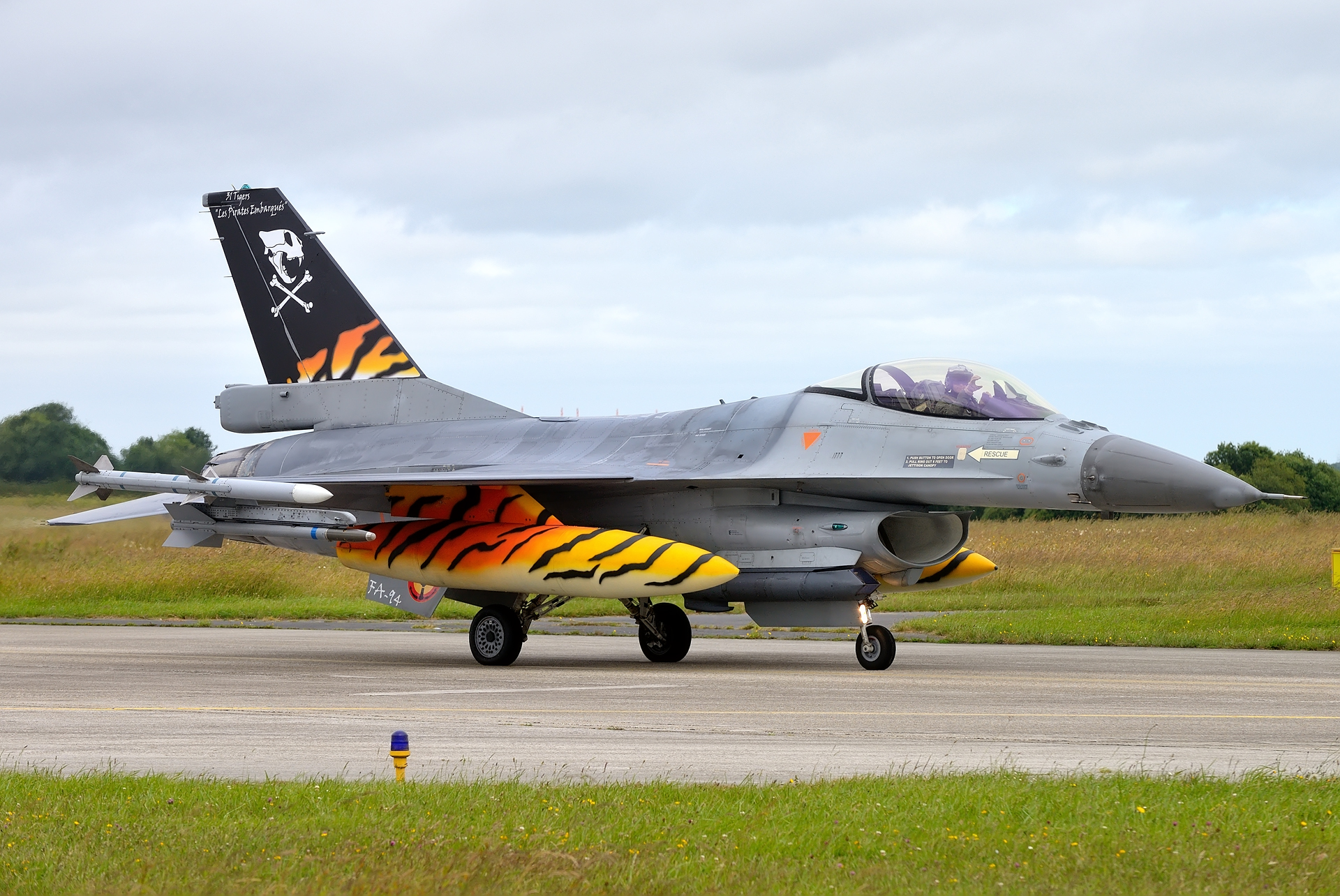
Un F-16 belga del 31 Smaldeel al Tiger Meet del 2017.
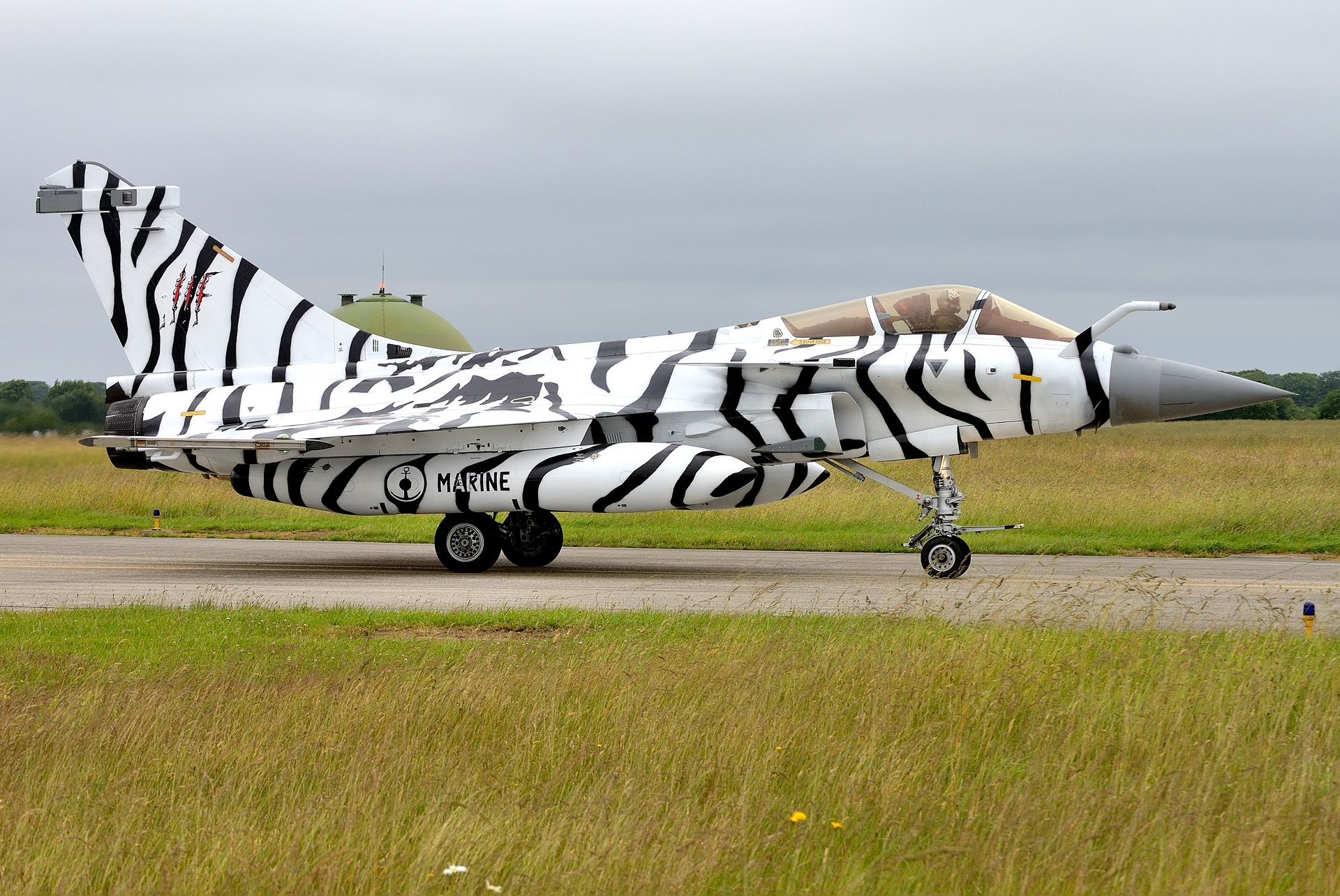
Un Dassault Rafale della marina militare francese di proprietà della Flottille 11F al Tiger Meet del 2017.